# MV Agusta Reparto Corse
MV Agusta Reparto Corse est le département course du constructeur italien MV Agusta qui gère la participation des équipes en compétition.

## Championnat du monde

### 1949-1977: la période des succès

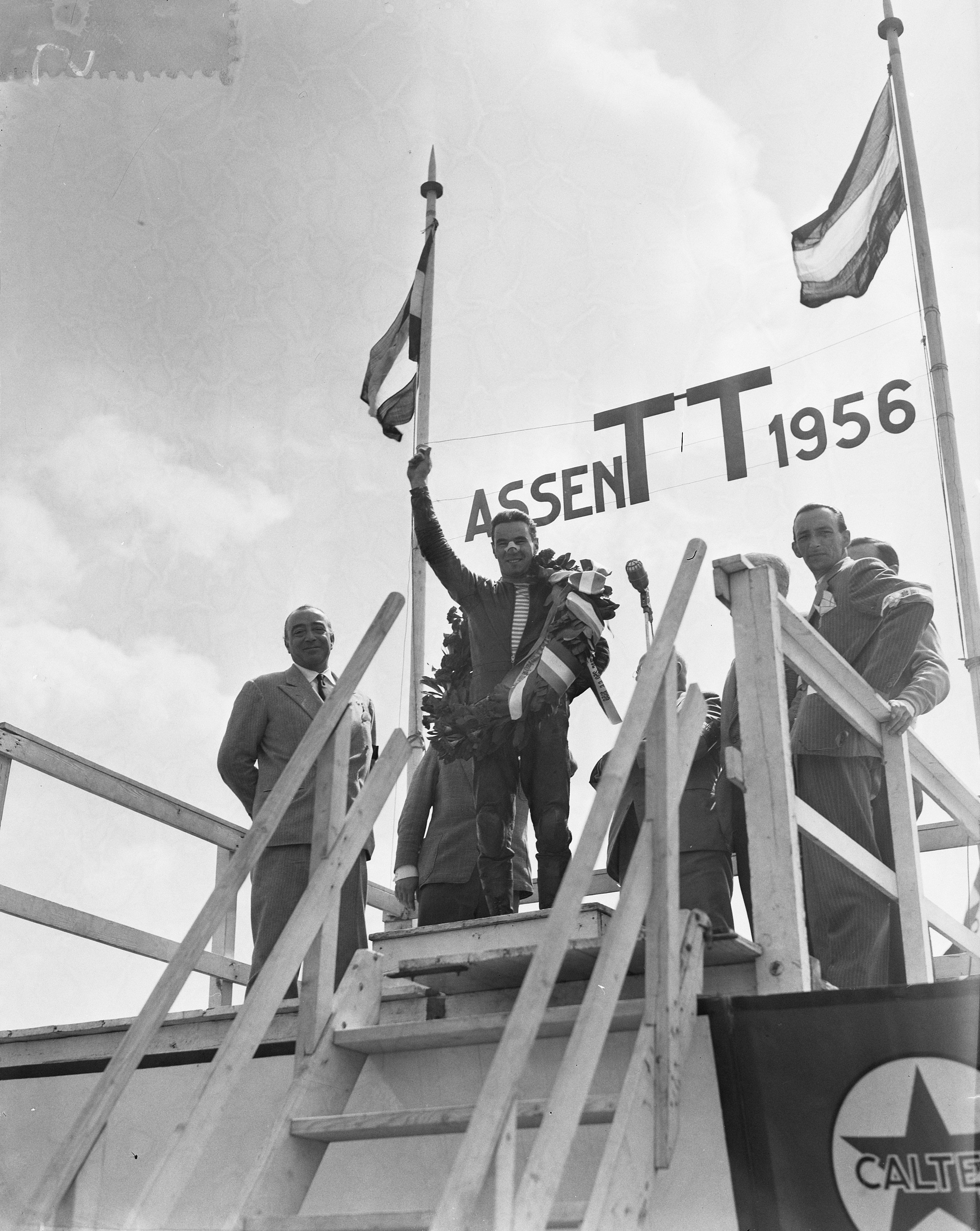
Carlo Ubbiali, pilote MV Agusta aux titres multiples, fête sa victoire au Grand Prix moto des Pays-Bas 1956.

Les débuts de MV Agusta dans le championnat du monde ont eu lieu lors de la saison inaugurale de ce sport en 1949. À ce stade, l'engagement est limité à la classe 125 cm3 dans laquelle le pilote Carlo Ubbiali est monté sur le podium en terminant troisième du Grand Prix moto des Pays-Bas. En 1950 l'engagement s'étend également à la classe 500 cm3. À l'occasion de la course finale à l'Autodromo Nazionale di Monza, Arciso Artesiani monte sur la troisième marche du podium. Pour la première victoire en championnat du monde, il faut attendre le Championnat du monde de vitesse moto 1952 et la course inaugurale en 125 cm3 : « The Tourist Trophy 1952 » où le pilote britannique Cecil Sandford a gagné. Sanford a gagné deux autres courses au cours de la saison pour remporter le titre de champion du monde. Grâce à ces résultats, combinés à ceux de Leslie Graham, la MV Agusta 125 Bialbero a aussi remporté le titre des constructeurs dans cette catégorie. En 1953, MV Agusta remporte le titre des constructeurs en 125 cm3 tandis que pour le titre pilote, il faudra attendre 1955 lorsque l'italien Carlo Ubbiali a remporté le titre suprême sur la MV Agusta 125 Bialbero. En 1956, le premier titre en classe 500 cm3 a été remporté par le Britannique John Surtees au guidon de la MV Agusta 500 GP et la même année, Carlo Ubbiali remporte le titre pilote en 125 et 250 cm3.
L'année 1958 va marquer les mémoires de tous les passionnés du sport motocycliste puisque MV Agusta a remporté le Championnat du monde pilotes et constructeurs dans les quatre catégories de MotoGP : 500 et 350 cm3 avec John Surtees, 250 cm3 avec Tarquinio Provini et 125 cm3, pour la troisième année consécutive, avec Carlo Ubbiali. Ce résultat singulier s'est également reproduit les deux saisons suivantes : 1959 et 1960. 1961 a été l'année de Gary Hocking, premier pilote non italien ni anglais à remporter un titre mondial avec MV Agusta. Le pilote rhodésien a remporté le titre mondial dans les catégories 350 et 500 cm3. Au cours de cette saison, un contrat a été signé avec un pilote qui va connaître de grands succès avec MV Agusta : Mike Hailwood. Ce pilote va remporter quatre titres mondiaux consécutifs dans la catégorie reine du championnat du monde, plus cinq autres avec d'autres constructeurs. Hailwood conduisait les motos d'une manière innovante, il est reconnu comme l'inventeur du « Frog Style », une façon de conduire la moto avec les genoux vers l'extérieur.

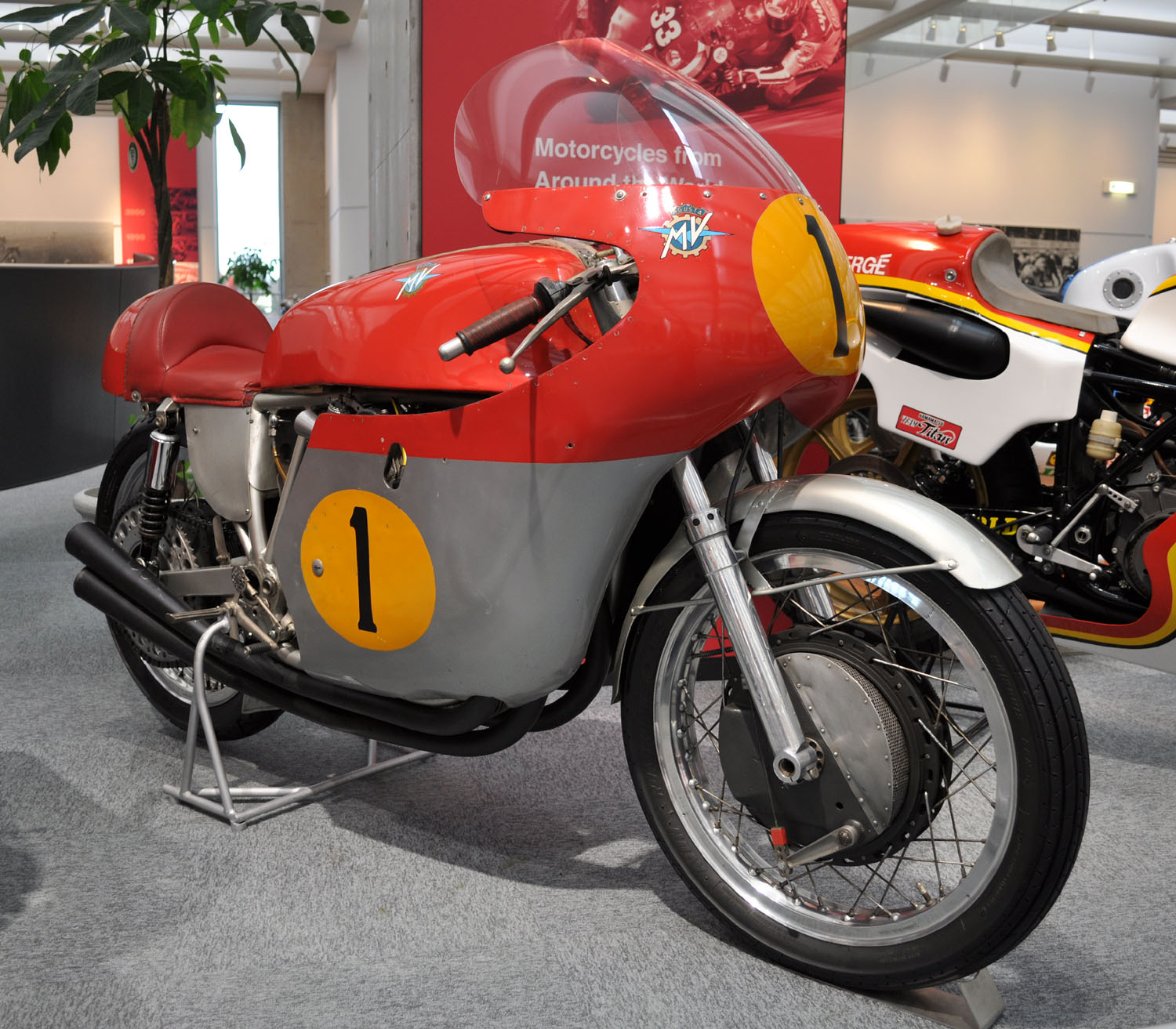
La MV Agusta Quadricilindrica (1965) de Mike Hailwood.

Carlo Ubbiali va présenter son compatriote Giacomo Agostini au Comte Domenico Agusta qui va l'embaucher chez MV Agusta pour développer la nouvelle MV Agusta tre cilindri puis comme deuxième pilote dans le Championnat du monde 1965 où il a couru dans les catégories 350 et 500 cm3. Il a été remporté la deuxième place du championnat, dans les deux catégories ; derrière son coéquipier Mike Hailwood en 500 cm3 et Jim Redman sur Honda en 350 cm3. En 1966, Agostini remporte le Championnat du monde de la catégorie 500 cm3 et Hailwood dans la catégorie 350 cm3, devant Agostini.
L'année suivante, le même scénario s'est reproduit. Agostini a remporté le titre en 500 cm3 et s'est classé deuxième en 350 cm3 tandis qu'Hailwood a remporté le titre en 350 cm3 et s'est classé deuxième en 500 cm3. Curieusement, dans la classe 500 cm3, les deux pilotes ont obtenu le même nombre de points (46 chacun), avec le même nombre de victoires (cinq), mais le titre a été décerné à Agostini grâce au plus grand nombre de deuxièmes places remportées dans les dix courses disputées : trois contre deux. À la fin de la saison 1967, Honda a annoncé son retrait temporaire, mais a continué  à payer le salaire de Hailwood pour qu'il ne coure pas pour une autre équipe. Le pilote anglais a subi un congé sabbatique forcé et dû refuser de nombreuses offres. Le retrait de Honda n'a pas été si « momentané » puisque l'équipe est revenue disputer le Championnat du monde 1979. Hailwood, par contre, a décidé de tenter une aventure en Formule 1 en réapparaissant sur les circuits moto à l'occasion. C'est ainsi que, d'une manière inattendue, Agostini et MV Agusta ont perdu tous leurs adversaires les plus redoutables et, de 1968 à 1972, sous la direction d'Arturo Magni, ont accumulé une série impressionnante de victoires qui ont rapporté dix titres mondiaux pilotes et dix titres mondiaux constructeurs, dans les catégories 350 et 500 cm3.
Les efforts techniques des constructeurs comme Aermacchi, Benelli, Bultaco, Husqvarna, Kawasaki Racing, LinTo, Matchless, Norton, Triumph, Suzuki et Yamaha, n'ont pas réussi à contrarier le duo Agostini-MV Agusta qui a remporté 82 des 102 Grands Prix des catégories 350 et 500 dans ce lustre, divisant le public entre les partisans du mérite du pilote Agostini et ceux qui attribuaient les victoires à la supériorité technique de la moto. L'énorme popularité et le prestige du pilote étaient plutôt gênant pour le team MV Agusta qui, dès 1970, avait recruté un coéquipier agressif et très technique, Angelo Bergamonti, pour le développement du nouveau moteur six cylindres de 350 cm3 qu'Agostini avait rejeté. Malheureusement, lors de la course Temporada Romagnola de Riccione, Bergamonti a péri dans un accident sur le circuit de la ville inondée et sous une pluie battante. La saison 1971 a été véritablement triomphale pour Agostini qui a réussi à remporter les Championnats du monde 350 et 500, trois courses avant la clôture des championnats. Avec ses dix titres mondiaux, il devançait Hailwood et Ubbiali, à la tête du classement spécial des pilotes.
En 1972, Alberto Pagani est engagé comme second pilote aux côtés d'Agostini. Au cours de la saison, le pilote de Bergame va être particulièrement affecté par la mort de son ami Gilberto Carlotti lors du Tourist Trophy. Après la disparition du Comte Domenico Agusta en 1971, la nouvelle direction de l'entreprise a décidé de recruter un autre pilote pour travailler aux côtés d'Agostini, le multiple champion du monde Phil Read.
Dans la deuxième partie de la saison 1972, la presse internationale avait annoncé comme certain le transfert d'Agostini chez Benelli après qu'il a essayé les nouveaux modèles 4-cylindres 350 et 500 cm3 à Pesaro. Cette information a été rapidement démentie par Agostini lui-même. L'hypothèse de son départ de MV Agusta reposait sur des indiscrétions de son entourage, de son attitude détachée durant les annonces de l'entreprise et dans certains « signaux » envoyés par le pilote lui-même, comme le remplacement de sa Fiat Dino Coupé par une De Tomaso Pantera GTS en septembre 1972.
La saison 1973, annus horribilis de l'histoire du motocyclisme mondial, en raison de la tragédie de Monza où les pilotes Renzo Pasolini et Jarno Saarinen ont perdu la vie dans un grave accident. Cette année a été particulièrement difficile pour MV Agusta. La moto expérimentale a accumulé une telle série de casses qu'Agostini n'a réussi à atteindre la ligne d'arrivée que dans quatre des onze courses que comportait le Championnat de la catégorie 500 cm3. Les 57 points accumulés lors de ces quatre courses, trois victoires et une deuxième place, étaient à peine suffisants pour figurer à la 3e place du classement final des « 500 », derrière son coéquipier Read (1er) et Kim Newcombe, pilote de l'équipe König.
En 1974, Agostini devient pilote chez Yamaha Motor Racing. Durant cette saison, le Britannique Phil Read a renouvelé le succès de l'année précédente à bord de la MV Agusta 500 GP. En 1975, MV n'a obtenu aucun titre mondial, le meilleur résultat a été la deuxième place de Read dans la catégorie 500 cm3. Le constructeur lombard décide alors de se retirer des compétitions du Championnat du monde. Pendant ce temps, Giacomo Agostini qui n'a pas réussi à trouver un accord avec Yamaha pour poursuivre leur collaboration pour la saison 1976 doit se contenter d'un accord avec le département MV Agusta Racing pour participer à une saison autogérée. Giacomo Agostini a très activement contribué à la constitution de cette nouvelle réalité, le Team API Marlboro, et a couru toute la saison dans les catégories 350 et 500 cm3 et remportera deux victoires, l'une en 350 cm3 au Grand Prix des Pays-Bas et l'autre en 500 cm3 au Grand Prix d'Allemagne.
En 1977, dernière saison avant sa retraite temporaire des courses, MV Agusta participe à des compétitions en dehors du Championnat MotoGP.

## Championnat du monde de Superbike
42 ans après son retrait de la compétition, MV Agusta Reparto Corse renaît de ses cendres et s'engage de nouveau en compétition motocycliste, d'abord en Moto2 puis en Superbike, Supersport, Superstock 1000 FIM Cup et Euro Superstock 600.

### Moto2
Le 17 mai 2018, MV Agusta annonce son retour officiel dans le Championnat du monde à partir de 2019. Après neuf saisons consécutives, en 2019 le fournisseur du moteur change (le même pour tous les constructeurs) dans la catégorie Moto2. Le quatre cylindres en ligne de 599 cm3 de la Honda CBR600RR est remplacé par un tricylindre en ligne de 765 cm3 de la Triumph Street Triple RS 765. MV Agusta fournit la nouvelle MV Agusta F2 à l'équipe suisse Forward Racing qui engage les pilotes Stefano Manzi et Dominique Aegerter. MV Agusta termine sa première saison après son retour à la course, à la quatrième place du classement constructeurs. En 2020, Simone Corsi rejoint Stefano Manzi et l'écurie terminela saison à la troisième place des constructeurs.

### Championnat du monde Superbike

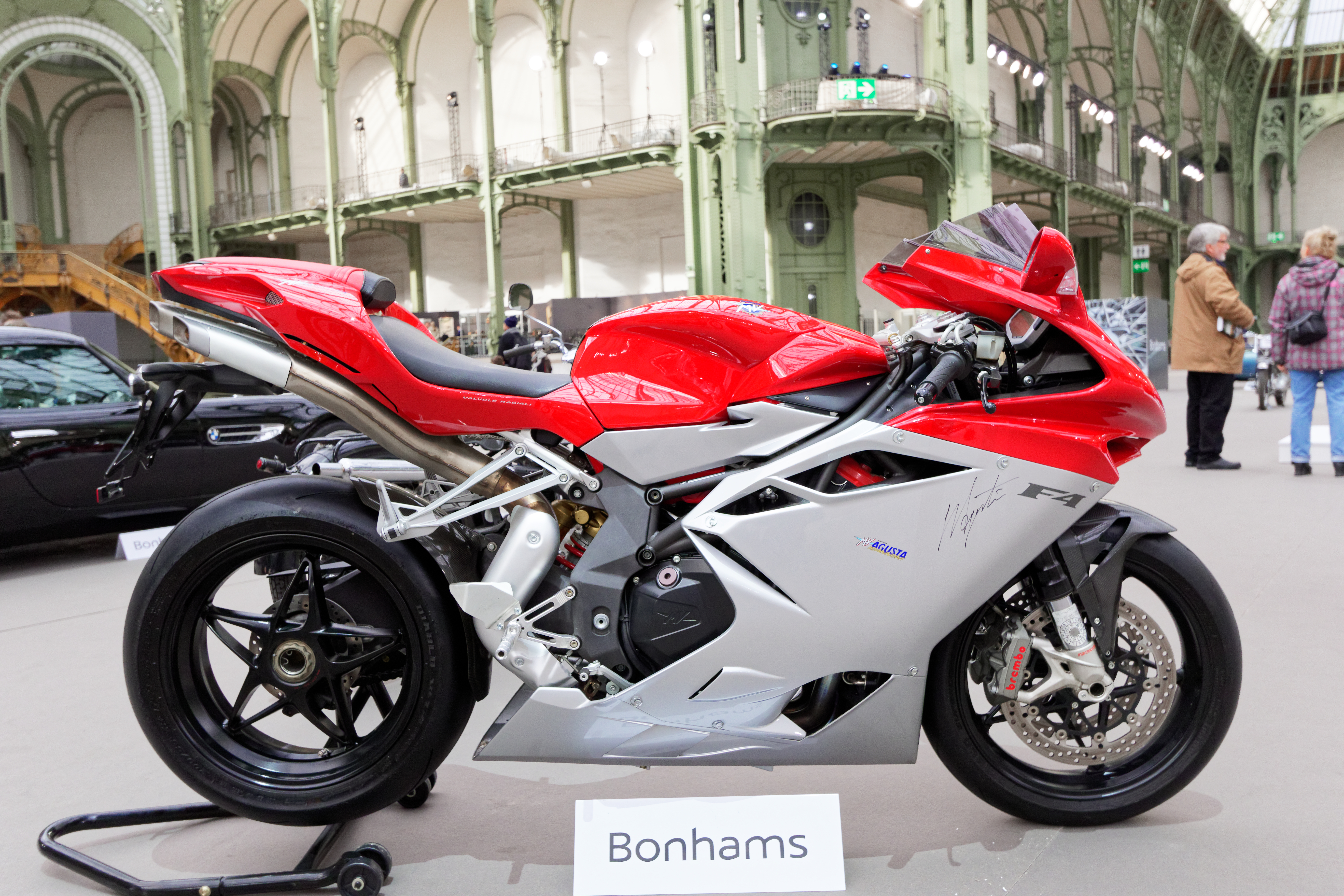
Une MV Agusta 1000 F4 exposée chez Bonhams à Paris en 2017.

La saison 2004 du Championnat du monde de Superbike confirme le retour à la compétition moto de MV Agusta. Le pilote Andrea Mazzali participe en effet, en tant que Wild card, au Grand Prix moto d'Italie sur le Circuit d'Imola en terminant les deux courses près des points. En 2005, MV Agusta a disputé les trois courses en Italie avec les pilotes Andrea Mazzali et Michele Gallina sans obtenir de résultats significatifs. En 2007, MV Agusta confie une MV Agusta F4 312 R à l'équipe LBR Racing pour courir la saison. Le pilote Christian Zaiser remporte le premier point pour MV Agusta dans cette catégorie, terminant à la quinzième place de la première Course de Misano Adriatico.
En mai 2007, MV Agusta confirme son retour dans le Championnat du monde Superbike pour la saison 2008. L'équipe anglaise de Carl Fogarty, Foggy Racing, préparait l'équipe. Mais Carl Fogarty a dû abandonner son projet Superbike à cause d'un manque de sponsors. Au cours de la saison 2014, MV Agusta aligne une seule F4 RR pour participer au championnat Superbike. Le pilote originaire de Côme, Claudio Corti, a dû être remplacé en cours de saison par le Britannique Léon Camier à la suite d'une blessure. L'équipe MV Agusta termine la saison à la septième place des constructeurs avec 34 points. Pour 2015, Léon Camier est confirmé en tant que pilote titulaire et termine la saison à la treizième place du classement pilotes avec 89 points. Pendant les deux saisons du Championnat du monde Superbike 2016 & 2017, MV Agusta n'aligne qu'une seule moto 1000 F4 confiée à Léon Camier qui, curieusement, termine les deux saisons à la huitième place du classement pilotes avec le même nombre de points : 168.
En 2018, Léone Camier rejoint l'équipe Red Bull Honda. Il est remplacé par le pilote espagnol Jordi Torres, remplacé en fin de saison par le Chilien Maximilian Scheib. Au terme de la saison, MV Agusta annonce son retrait du Championnat du monde Superbike.

### Championnat du monde Supersport
MV Agusta débute dans cette catégorie lors de la saison 2013. Les deux motos F3 675 sont pilotées par l'italien Roberto Rolfo et le britannique Christian Iddon. La moto résiste bien face aux concurrentes japonaises, accumule des points dans toutes les courses sauf en Australie, remporte trois podiums et termine la saison à la quatrième place des constructeurs. En 2014, le Français Jules Cluzel devient le premier conducteur de MV Agusta. La deuxième moto est confiée, jusqu'au Grand Prix de Sepang en Malaisie, à Vladimir Leonov, remplacé par Massimo Roccoli jusqu'à la fin de la saison. La compétitivité de la moto permet à Cluzel de lutter pour le titre pilotes. À la fin de la saison, le français termine deuxième du Championnat du monde, remportant le Grand Prix d'Australie, de Saint-Marin et de France. La saison 2015 débute avec un doublé en Australie avec les pilotes : Jules Cluzel et Lorenzo Zanetti. Cluzel est victime d'un grave accident au Grand Prix d'Espagne alors qu'il était en lice pour le titre pilotes et MV Agusta le titre constructeurs. Lors des trois dernières courses de la saison, Jules Cluzel est remplacé par Nicolás Terol. Durant cette saison, MV Agusta fournit la F3 675 à l'équipe Race Department ATK 25 avec Alex Baldolini comme pilote. En 2016, douze pilotes, officiels et privés, courent avec les motos MV Agusta. Parmi eux Jules Cluzel, qui termine la saison vice-champion, remportant le premier Grand Prix de Thaïlande en Supersport et Magny-Cours.
En 2017, les deux pilotes de l'équipe officielle sont Patrick Jacobsen, qui va disputer l'intégralité du championnat, et Alessandro Zaccone qui participe à la Coupe d'Europe. La saison s'ouvre avec un troisième succès sur le Circuit de Phillip Island, obtenu par le pilote italien Roberto Rolfo avec l'équipe Factory Vamag. Jacobsen termine à la sixième place du classement mondial, obtenant trois podiums et trois pole positions. Zaccone termine troisième au classement de la Coupe d'Europe. En 2018, seules deux F3 675 sont alignées en compétition, confiées au team MV Agusta Reparto Corse by Vamag. Au volant on retrouve deux pilotes italiens, anciens champions Superstock 1000 FIM Cup avec BMW : Ayrton Badovini et Raffaele De Rosa. Bien qu'elle n'ait remporté aucun Grand Prix, MV Agusta a décroché la deuxième place au classement des constructeurs, De Rosa obtenant cinq podiums consécutifs.
En 2019, l'équipe est composée des pilotes De Rosa et Federico Fuligni qui décrochent deux podiums, à Aragon et à Imola, terminant la saison à la troisième place des constructeurs. Pour la saison 2020, MV Agusta choisit d'aligner trois motos : deux destinées aux pilotes confirmés De Rosa et Fuligni et une au champion du monde sortant Randy Krummenacher qui n'a disputé que la première manche du Championnat 2020 en Australie mais qui, le 10 juillet 2020, a annoncé la rupture du contrat avec le département course de MV Agusta. De Rosa conquiert quatre podiums et MV Agusta termine à la troisième place des constructeurs avec 150 points. En 2021, MV Agusta n'engage qu'une seule F3 confiée à une équipe indépendante qui a engagé Niki Tuuli. Le pilote finlandais a obtenu trois podiums et signé deux meilleurs tours en course, confirmant la troisième position de MV Agusta de la saison précédente.

### Superstock 1000 FIM Cup
La saison Superstock 1000 FIM Cup 2005 marque le retour de MV Agusta dans les courses de motos de classe mondiale. L'équipe participe à la compétition en fournissant ses motos aux équipes Gimotorsport UnionBikeDucci et EVR Corse Biassono Racing. Au cours de cette première saison, elle obtient un podium à Misano avec le pilote Vittorio Iannuzzo. La saison suivante, la collaboration se poursuit avec les mêmes équipes. À l'occasion du Grand Prix de la République Tchèque, MV Agusta remporte une course mondiale trente ans après son dernier succès avec le pilote italien Ayrton Badovini, son premier succès dans cette catégorie. À la fin de la saison, MV Agusta se classe deuxième parmi les constructeurs avec trois courses gagnées. En 2007, MV Agusta se classe quatrième, avec une seule victoire obtenue par Badovini lors de la dernière course à Magny-Cours. MV Agusta ne dispute pas la saison 2008. Sa dernière apparition en Superstock 1000 remonte à 2009. Sa participation dans cette catégorie se termine avec quatre victoires, douze podiums et six pole positions.

### Euro Superstock 600
Dans cette catégorie, l'unique participation de MV Agusta remonte à la saison 2013 lorsqu'une F3 675 a été engagée par l'équipe Lexware-Skm by Knobi.at, conduite par le pilote autrichien Marco Nekvasil. Durans la saison, au Grand Prix d'Allemagne au Nürburgring, cette équipe a fait courir son pilote sur une Yamaha YZF-R6. La meilleure performance de la moto MV Agusta F3 dans cette catégorie a été la onzième place obtenue lors de la course d'ouverture de la saison à Aragon.

## Tourist Trophy de l'île de Man
MV Agusta a remporté plusieurs courses au Tourist Trophy de l'île de Man. Giacomo Agostini y a fait ses débuts en 1965 dans la classe Junior sur une MV Agusta 350 tricylindre, terminant troisième. Le pilote italien a participé à seize courses TT, toutes sur MV Agusta, dix victoires et trois podiums. Il a couru dans la double catégorie Senior/Junior en 1968, 1969, 1970 et 1972. Mike Hailwood a remporté le Tourist Trophy sur une MV Agusta à quatre reprises, trois fois dans la classe Senior et une fois dans la catégorie Junior. John Surtees a couru sur MV Agusta en 1956 et a remporté la catégorie Senior. En 1958, il a couru dans les catégories Junior et Senior, terminant à la 1re place dans chaque catégorie, un exploit qu'il a renouvelé en 1959. Il a également remporté l'édition 1960. MV Agusta a remporté un total de 34 courses du Tourist Trophy.
Le tableau suivant récapitule les gagnants par catégorie du Tourist Trophy avec MV Agusta.
| Année   | Vainqueur 125 cm3 | Vainqueur 250 cm3 | Vainqueur 350 cm3 | Vainqueur 500 cm3 |
| ------- | ----------------- | ----------------- | ----------------- | ----------------- |
| TT 1952 | Cecil Sandford    |                   |                   |                   |
| TT 1953 | Leslie Graham     |                   |                   |                   |
| TT 1955 | Carlo Ubbiali     | Bill Lomas        |                   |                   |
| TT 1956 | Carlo Ubbiali     | Carlo Ubbiali     |                   | John Surtees      |
| TT 1958 | Carlo Ubbiali     | Tarquinio Provini | John Surtees      | John Surtees      |
| TT 1959 | Tarquinio Provini | Tarquinio Provini | John Surtees      | John Surtees      |
| TT 1960 | Carlo Ubbiali     | Gary Hocking      | John Hartle       | John Surtees      |
| TT 1962 |                   |                   | Gary Hocking      | Mike Hailwood     |
| TT 1963 |                   |                   |                   | Mike Hailwood     |
| TT 1964 |                   |                   |                   | Mike Hailwood     |
| TT 1965 |                   |                   |                   | Mike Hailwood     |
| TT 1966 |                   |                   | Giacomo Agostini  |                   |
| TT 1968 |                   |                   | Giacomo Agostini  | Giacomo Agostini  |
| TT 1969 |                   |                   | Giacomo Agostini  | Giacomo Agostini  |
| TT 1970 |                   |                   | Giacomo Agostini  | Giacomo Agostini  |
| TT 1971 |                   |                   |                   | Giacomo Agostini  |
| TT 1972 |                   |                   | Giacomo Agostini  | Giacomo Agostini  |

## Championnat italien de vitesse
Parallèlement à la première période de MotoGP, MV Agusta engage ses motos de différentes cylindrées également dans le Championnat d'Italie de vitesse (CIV). Le tableau ci-dessous récapitule les lauréats du CIV au cours de la période 1949-1977
| Année | Vainqueur 125 cm3 | Vainqueur 175 cm3 | Vainqueur 250 cm3 | Vainqueur 350 cm3 | Vainqueur 500 cm3 |
| ----- | ----------------- | ----------------- | ----------------- | ----------------- | ----------------- |
| 1950  | Franco Bertoni    |                   |                   |                   |                   |
| 1954  | Angelo Copeta     |                   |                   |                   |                   |
| 1955  |                   | Umberto Masetti   |                   |                   |                   |
| 1956  | Carlo Ubbiali     |                   | Carlo Ubbiali     |                   |                   |
| 1958  |                   |                   | Tarquinio Provini |                   | Carlo Bandirola   |
| 1959  | Carlo Ubbiali     | Tarquinio Provini |                   |                   | Remo Venturi      |
| 1960  | Carlo Ubbiali     |                   | Carlo Ubbiali     |                   | Remo Venturi      |
| 1962  |                   |                   |                   |                   | Remo Venturi      |
| 1963  |                   |                   |                   |                   | Silvio Grassetti  |
| 1964  | Bruno Spaggiari   |                   |                   |                   |                   |
| 1965  |                   |                   |                   |                   | Giacomo Agostini  |
| 1966  |                   |                   |                   |                   | Giacomo Agostini  |
| 1968  |                   |                   |                   |                   | Giacomo Agostini  |
| 1969  |                   |                   |                   |                   | Giacomo Agostini  |
| 1970  |                   |                   |                   | Giacomo Agostini  | Giacomo Agostini  |
| 1971  |                   |                   |                   | Giacomo Agostini  | Giacomo Agostini  |
| 1972  |                   |                   |                   | Giacomo Agostini  | Giacomo Agostini  |
| 1973  |                   |                   |                   |                   | Giacomo Agostini  |
| 1976  |                   |                   |                   |                   | Giacomo Agostini  |

Au milieu des années 2000, parallèlement à son retour dans les Championnats de motos dérivés de la série, MV Agusta revient également au CIV dans les catégories Superstock 1000, Supersport et Superbike. Le tableau ci-dessous récapitule les pilotes vainqueurs du CIV.
| Année    | Catégorie       | Vainqueurs      |
| -------- | --------------- | --------------- |
| CIV 2006 | Superstock 1000 | Luca Scassa     |
| CIV 2008 | Superbike       | Luca Scassa     |
| CIV 2015 | Supersport      | Massimo Roccoli |
| CIV 2016 | Supersport      | Massimo Roccoli |
| CIV 2017 | Supersport      | Davide Stirpe   |
| CIV 2021 | Supersport      | Davide Stirpe   |

## Autres compétitions

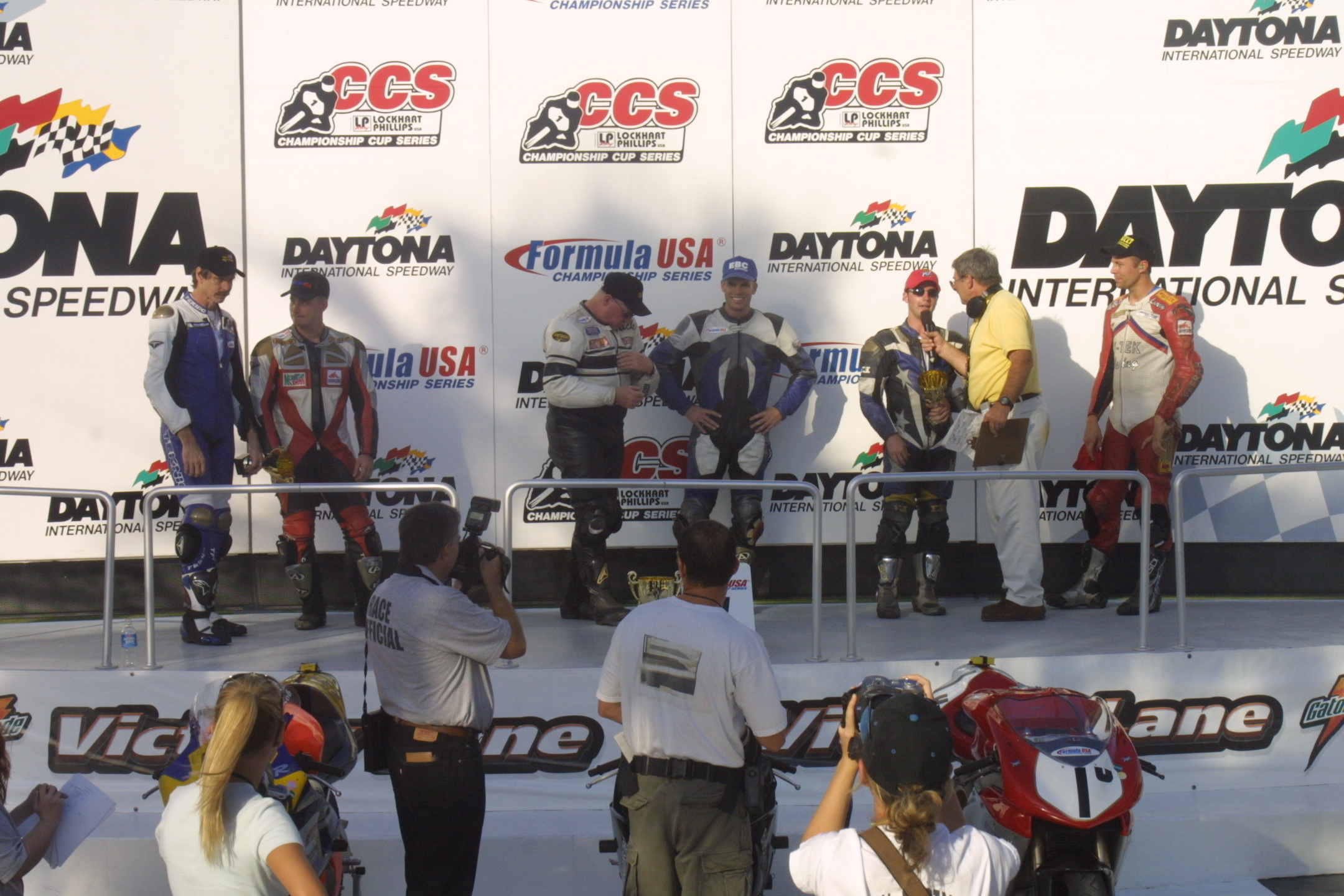
Podium Daytona International Speedway de 2003.

De nombreuses équipes indépendantes ont couru avec la MV Agusta F4 750. En 2003, l'équipe américaine Big Show Raging de Chicago a aligné une F4 750 dans la formule USA, Daytona International Speedway « 200 Team Challenge Mile ». L'équipe a terminé deuxième au classement général avec les pilotes Denning Larry et Aaron Risinger. Grâce à ce résultat, MV Agusta monte sur le podium d'une prestigieuse compétition internationale, dont Giacomo Agostini a également remporté une victoire, mais sur une Yamaha.
En octobre 2012, il a été annoncé que des MV Agusta F4-RR seraient engagées au British Superbike Championship la saison suivante. En fait, les débuts n'ont lieu que la saison 2015 avec l'équipe Tsingtao Hampshire MV Agusta présente sur le Circuit de Snetterton et de Knockhill avec le pilote italien Vittorio Iannuzzo. Les saisons suivantes, la MV Agusta F3 675 a été engagée dans la catégorie Supersport du Championnat britannique obtenant dix podiums et trois victoires en course remportées par le pilote irlandais Jack Kennedy en 2017.